# Ruch Szensztacki
Ruch Szensztacki – międzynarodowy ruch katolicki założony w 1914 przez o. Josefa Kentenicha.
Miejscem powstania jest Schönstatt – dzielnica miasta Vallendar, leżącego koło Koblencji w Niemczech. Ruch ma formę federacyjną, a koordynowany jest przez tzw. prezydium generalne, którego siedzibą jest również Schönstatt. Celem Ruchu jest aktywne apostolstwo i aktywizacja katolików świeckich w dziele głoszenia nauki Jezusa Chrystusa. Ruch Szensztacki ma charakter maryjny, pedagogiczny i apostolski.

## Historia

### Założenie

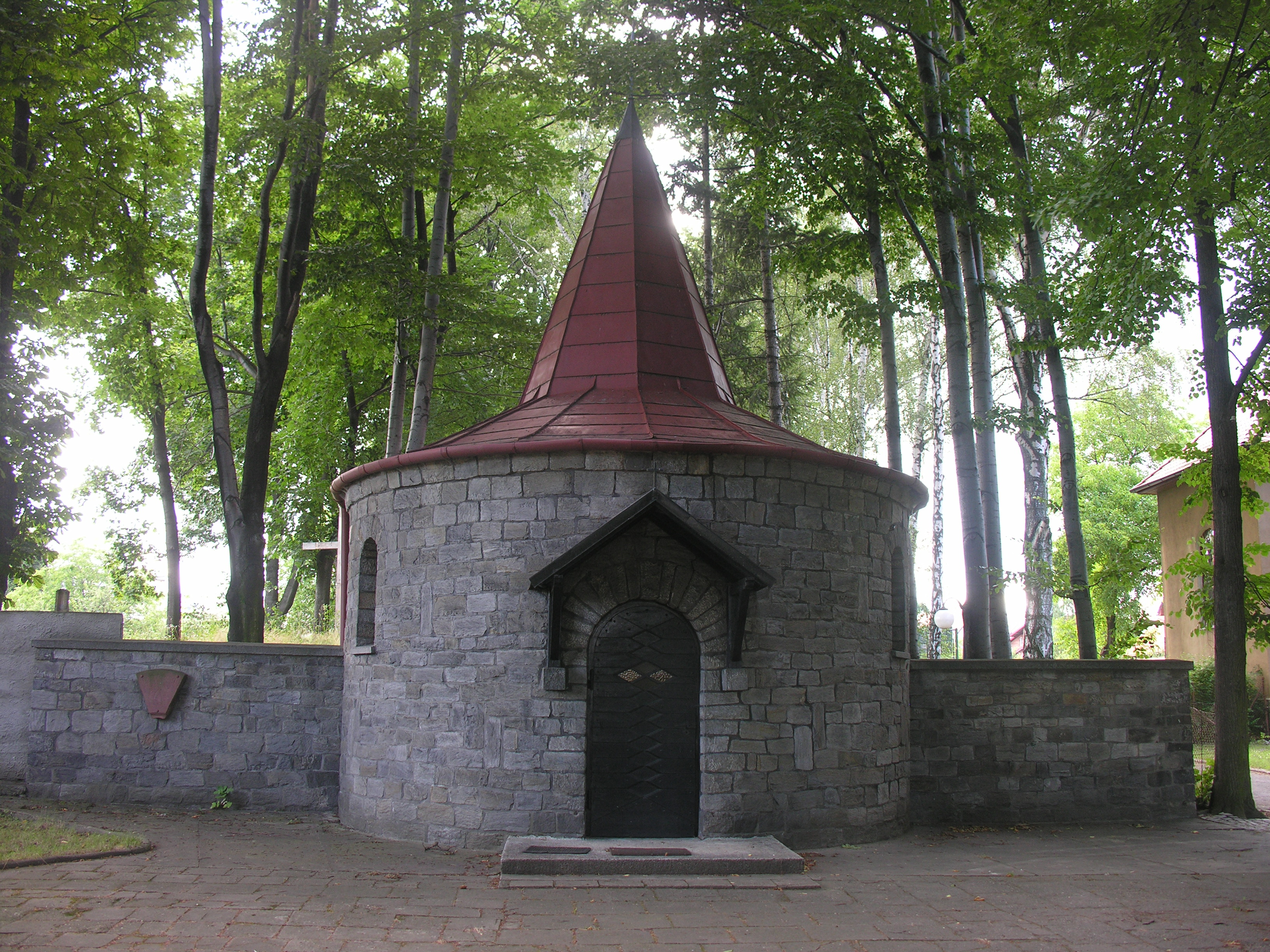
Kaplica Szensztacka w Ząbkowicach Śląskich

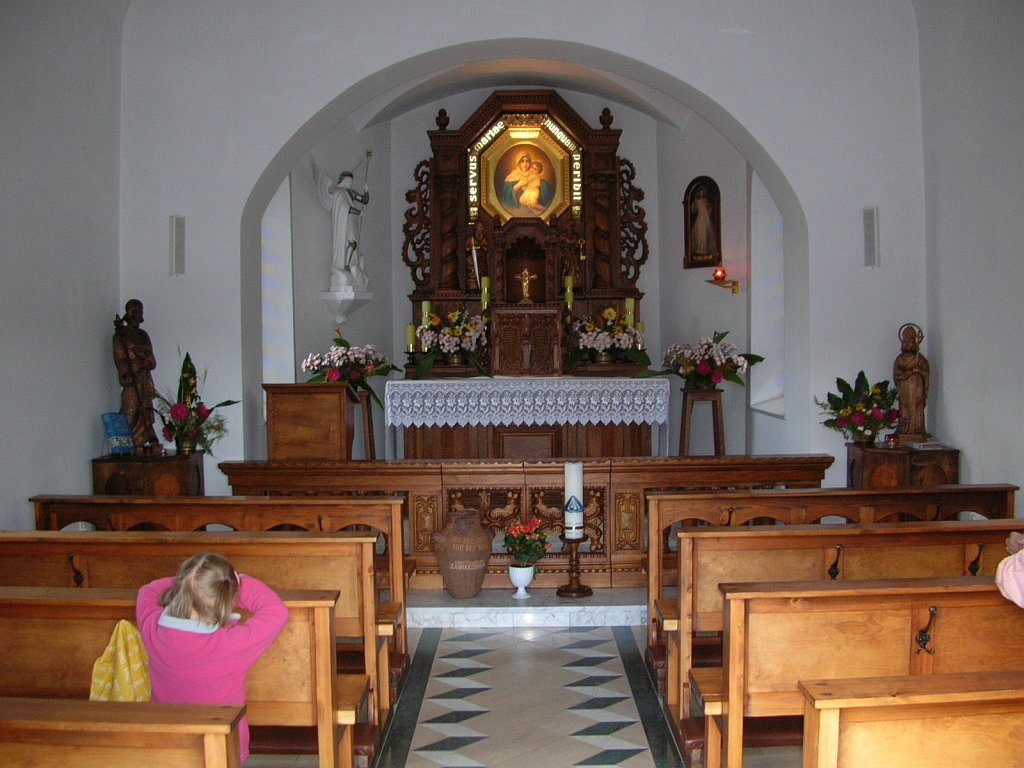
Wnętrze Sanktuarium Zawierzenia w Bydgoszczy

Założyciel międzynarodowego Ruchu Szensztackiego ks. Josef Kentenich był ojcem duchownym w pallotyńskim męskim internacie w Schönstatt koło Valledaru. Jego funkcją było duchowe towarzyszenie i wspieranie kleryków. Wówczas doszedł do wniosku, że Kościół, aby skutecznie głosić naukę katolicką i świadczyć o Chrystusie, musi, tak jak głosił św. Wincenty Pallotti, kształcić duchowo, formować tak przedstawicieli duchowieństwa, zakonów, jak i katolików świeckich.
W celu odnowienia przeżywania wiary chrześcijańskiej założył wraz z grupą zainteresowanych młodych mężczyzn („Sodalisów”) 18 października 1914 wspólnotę, której celem było odnowienie apostolstwa katolików, nie tyle od strony teoretycznej, co przez żywe świadectwo realizowane w życiu codziennym.
Głównymi tematami były:
- odnowienie wiary każdego katolika,
- zaznaczenie ważności wspólnoty,
- ukierunkowanie życia na podstawie ideałów (zarówno własnych jak i grupy); takimi ideałami mogły być sformułowane cele lub cechy, a także wzory do naśladowania; w tym kontekście Maryja miała szczególne znaczenie.

Miejscem spotkań grupy była dawna kaplica cmentarna pod wezwaniem św. Michała Archanioła, należąca do klasztoru Augustianek z Schönstatt, która w tamtym czasie stała pusta. Ta kaplica stała się z biegiem czasu duchowym centrum Ruchu. Stworzenie Ruchu, które członkowie Ruchu, rozumieją jako związek miłości wzorowany na biblijnym przymierzu Boga z człowiekiem, miało miejsce właśnie w tej kaplicy, w 1914.
W tym związku Maryja jako Matka Jezusa Chrystusa (Theotokos) spełnia centralną rolę.

### Rozszerzanie
Po wybuchu I wojny światowej wielu młodzieńców z gimnazjum szensztackiego zostało powołanych na front. Idee Ruchu szybko znajdowały zwolenników wśród żołnierzy. Do ruchu zaczęły przyłączać się także kobiety. W ciągu dwóch dziesięcioleci Ruch Szensztacki stał się bardzo znany w całych Niemczech. Ojciec Józef Kentenich prowadził w tym czasie wiele rekolekcji i wykładów.

### Represje w czasach narodowego socjalizmu
Przywódcy III Rzeszy uznali Ruch Szensztacki za sprzeczny z narodowosocjalistycznymi ideałami, przez co zdelegalizowali Ruch, a o. Kentenicha umieścili w KL Dachau, gdzie nie zaniechał apostolstwa na jego rzecz. Udawało mu się nawet, za pośrednictwem wartowników, wysyłać listy do Sióstr Maryi (na obrzeżach obozu miały swoją placówkę) pośredniczących w kontaktach ze światem zewnętrznym. Swoje myśli teologiczne i wskazania dla Sióstr Szensztackich ujmował ze względów bezpieczeństwa w pozornie naiwnych wersach, które potem zostały opublikowane jako „Hirtenspiegel“ (dosł. przegląd pasterski) i „Himmelwärts“ (dosł. w stronę nieba).
Po wojnie członkowie wspólnot pallotyńskich dawni więźniowie obozu Dachau, w tym Polacy (był wśród nich m.in. Ignacy Jeż, późniejszy biskup koszaliński i kardynał), roznieśli idee Ruchu do wielu krajów Europy.

### Konflikt z władzami kościelnymi
W 1951 roku miała miejsce wizytacja apostolska prowadzona przez o. Sebastiana Trompa SJ. Dotychczas panowało przekonanie, że o. Kentenich został odsunięty od swojej działalności duszpasterskiej i wysłany do USA ze względu na niezrozumienie ze strony Kościoła. W 2020 roku Alexandra von Teuffenbach opublikowała dokumenty sugerujące, że prawdziwym powodem odseparowania Kentenicha od Dzieła było nadużywanie z jego strony duszpasterskiej władzy, które przynajmniej w jednym przypadku mogło zakończyć się molestowaniem seksualnym. Zarzut molestowania powtórzył się również później w Milwaukee. Kwestia rehabilitacji Kentenicha pozostaje sporna, gdyż po Soborze Watykańskim II de facto umożliwiono mu powrót do Dzieła – jednak de iure nie było żadnego dekretu rehabilitacyjnego. Kardynał J. Ratzinger, prefekt Kongregacji Nauki Wiary, w liście z 2 kwietnia 1982 roku poświadczył, że Kongregacja nigdy nie wycofała się z zastrzeżeń względem jego osoby.
Ruch Szensztacki obecnie znany jest głównie z działalności w obszarze apostolatu świeckich, ich aktywizacji i konsolidacji, ponadto z nauk przedmałżeńskich, seminariów wychowawczych (tzw. pedagogika Kentenicha) i porad dla małżeństw w stanie kryzysu. Te ostatnie mają zazwyczaj formę jednotygodniowych seminariów.

## Organizacja
Ruch dzieli się na wiele prawnie samodzielnych wspólnot członkowskich. Wszystkie są połączone ideałem wiary chrześcijańskiej. Całość tych federalistycznie zorganizowanych wspólnot jest określana jako „Rodzina Szensztacka” lub „Dzieło Szensztackie”.
Członkowie Ruchu nie są z nim związani żadnymi formalnymi ślubami, a jedynie przysięgą wobec Jezusa składaną przez Maryję, zwaną „przymierzem miłości z Maryją”. Jako że o. Kentenich był zwolennikiem jak największych wolności, zrezygnował ze ślubów jako elementu spajającego wspólnotę. Założone przez niego instytuty świeckie są połączone w całość umową, która jest połączona z przymierzem z Maryją. Z powodu luźnej jego formy nie istnieją żadne składki członkowskie, a ruch jest finansowany z darowizn oraz opłat za prowadzone kursy.

### Struktura
Największe wspólnoty członkowskie można przydzielić do jednej z trzech kategorii: wspólnotami rdzeniowymi są instytuty sekularne i stowarzyszenia, których członkowie, zwykle bez ślubowań, żyją zgodnie z zaleceniami rad ewangelijnych w posłuszeństwie i ubóstwie. Natomiast członkowie lig mogą należeć do ruchu bez formalnego przyjęcia i żadnych zobowiązań.
| Instytut            | Związek                | Liga                        |
| ------------------- | ---------------------- | --------------------------- |
| Ojcowie szensztaccy | Związek księży         | Liga księży                 |
| Kapłani diecezjalni | Związek księży         | Liga księży                 |
| Bracia Maryi        | Związek mężczyzn       | Liga mężczyzn               |
| Bracia Maryi        | Związek mężczyzn       | Liga diakonów               |
| Instytut rodzin     | Związek rodzin         | Liga rodzin                 |
| Instytut rodzin     | Związek rodzin         | Szensztacka młodzież męska  |
| Instytut rodzin     | Związek rodzin         | Szensztacka młodzież żeńska |
| Panie Szensztackie  | Związek Matek          | Liga Matek                  |
| Siostry Maryi       | Stowarzyszenie Kobiet  | Liga Kobiet                 |
|                     | Stowarzyszenie Chorych | Liga Chorych                |

Sporo tych grup jest podzielone na części diecezjalne.

## Rozwój dziś
Ruch Szensztacki jest obecny w ponad 60 państwach na świecie. Najwięcej członków znajduje się w Niemczech i państwach Ameryki Południowej. Miejscowość Schönstatt jest nadal duchowym centrum międzynarodowego ruchu.
Na całym świecie znajduje się 195 sanktuariów szensztackich. Są one kopiami prasanktuarium w Schönstatt.
W regionie niemieckojęzycznym istnieją 44 regionalne centra szensztackie. W każdym znajdują się oprócz kapliczki pomieszczenia służące do prowadzenia zajęć lub organizowania spotkań, niekiedy także pomieszczenia należące do Sióstr Maryi.

### W Polsce
Do Polski Dzieło Szensztackie przybyło wraz z siostrami Maryi w roku 1946. Szensztacki Instytut Sióstr Maryi ma swą siedzibę w Otwocku – Świdrze, k. Warszawy. Jeden z domów znajduje się przy ul. Józefa Krzeptowskiego w Zakopanem. Instytut Ojców Szensztackich przeszczepili w 1981 o. Przemysław Lutyński, pierwszy przełożony ojców w Polsce, oraz o. Henryk Szymański, obaj pochodzący z diecezji kieleckiej. Na kilkanaście dni przed śmiercią zatwierdził tę decyzję kardynał Stefan Wyszyński, prymas Polski. Swoją siedzibę mają w Józefowie k. Warszawy.

## Główne treści

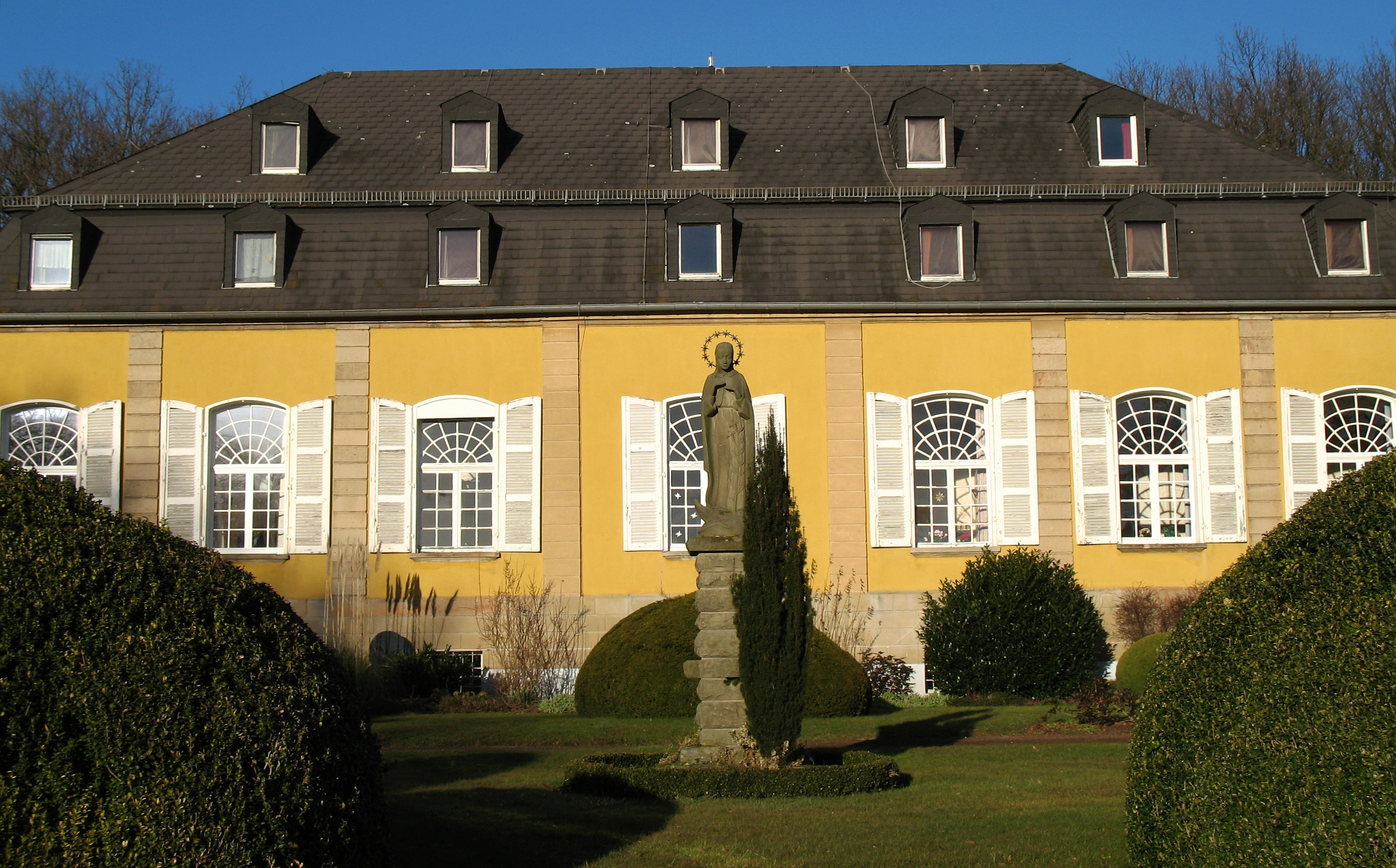
Szensztackie miejsce kształcenia Maria Rast koło Kreuzweingarten

Ruch Szensztacki rozsławił się na świecie głównie przez prowadzenie licznych kursów dla małżeństw: od klasycznych kursów przedmałżeńskich w rozszerzonej i nowoczesnej formie do porad dla par w kryzysie, kursy wychowania dla rodziców, kursy pedagogiki kentenichowskiej, aż do porad rodzinnych, które odbywają się jako tygodniowe warsztaty w miejscach wypoczynkowych. Oprócz tego m.in. wyjazdy pod namioty dla dzieci i młodzieży, dni skupienia dla duchownych i wykłady teologiczne dla zainteresowanych laików.
Na duchowość ruchu znaczny wpływ ma praktyczna wiara w Opatrzność Bożą w życiu codziennym.

## Ważniejsi członkowie
- Josef Kentenich (1885–1968), Założyciel Ruchu Szensztackiego
- Emilie Engel (1893–1955)
- Josef Engling (1898–1918)
- Franz Reinisch SAC (1903–1942)
- Karl Leisner (1915–1945), męczennik, błogosławiony
- Heinrich Schäfer (1920–1941)
- Mario Hiriart (1931–1964)
- Barbara Kast (1950–1968)
- John Louis Pozzobon (1904–1985)
- Gertraud von Bullion (1891–1930)